# Trentepohlia amatrix
Trentepohlia amatrix är en tvåvingeart som beskrevs av Alexander 1942. Trentepohlia amatrix ingår i släktet Trentepohlia och familjen småharkrankar. Inga underarter finns listade i Catalogue of Life.